# Antonio Vojak
Antonio Vojak (Póla, 1904. november 19. – Varese, 1975. május 9.) az 1930-as évek legismertebb játékosa volt. A Juventustól Nápolyban szerződő, Pólában született labdarúgó a fasiszta rendszer alatt a nyelvtörvények miatt arra kényszerült, hogy vezetéknevét Voglianira változtassa. 103 találatával Vojak a klub történetének legeredményesebb játékosa, ha csak a Serie A-t vesszük figyelembe. Az ekkor William Garbutt irányítása alatt álló csapat harmadik pillére Enrico Colombari volt, akit a csapat akkoriban tekintélyes összegért, 250 ezer líráért szerzett meg az akkor fénykorát élő Torinótól. Karrierjét hét év alatt 213 mérkőzéssel zárta. A második világháború utáni éra legismertebb játékosa Amedeo Amadei, a Roma és az Internazionale korábbi játékosa volt. A Napoli volt pályafutása utolsó csapata, ezt az időszakot 171 mérkőzésen 47 góllal zárta. Később a klubvezetésben vállalt munkát. A válogatottban szerzett négy gólja a legtöbb, amit Napoli-játékos valaha elért.